# Paulo Leão
Pour les articles homonymes, voir Leão.
Paulo César Leão Ribeiro, né le 14 avril 1962 à Rio de Janeiro, est un acteur, auteur et metteur en scène brésilien de théâtre, de cinéma et de télévision.
Il a été récompensé à l'échelle internationale pour les films Happy Birthday, Good Night, J'Adore Travailler et I Miss You, est le créateur du Teatro dos Sentidos (Théâtre des Sens), et est guitariste et compositeur de l'album instrumental Nas Estrelas. Il a joué dans les films Policarpo Quaresma et O Enfermeiro, ainsi que dans quelques productions pour TV Globo. Il a également joué au théâtre brésilien des années 1970 aux années 2000.

## Biographie
Paulo César Leão Ribeiro est né en 1962 dans le quartier de Botafogo, ville de Rio de Janeiro.
En cadeau de naissance, Paulo Leão a reçu un berceau offert par l'actrice Ilka Soares (pt). À l'époque, Ilka était une star du cinéma brésilien et faisait partie du casting de l'agence de mannequins Socila, où travaillait également la mère de Paulo. Cet événement survenu dans sa petite enfance a éveillé chez le futur artiste l'admiration pour la célèbre actrice et l'intérêt pour le monde artistique.
Même durant son enfance, les arts sont devenus de plus en plus présents dans la vie de Paulo Leão. D'abord, avec les cours de dessin que son père lui donnait et, plus tard, avec la découverte du théâtre, lorsqu'il jouait dans un spectacle scolaire.
Au fil du temps, Paulo a développé son travail artistique en plusieurs domaines autres que le théâtre, comme le cinéma, la photographie et la musique,,.

## Ascendance, parenté et enfants
D'origine juive du côté de son père, certains de ses ancêtres ont émigré d'Israël pendant plusieurs siècles, restant en Europe jusqu'à leur arrivée au Brésil.
À travers différentes branches de cet arbre généalogique paternel, Paulo Leão est lié au compositeur Chico Buarque de Hollanda, au comédien Renato Aragão (pt), au dramaturge Nelson Rodrigues et à l'actrice Mariana Ximenes, entre autres,,.
Du côté de sa mère, Paulo est un descendant direct du roi espagnol Afonso VI de León et un parent de l'inventeur Santos Dumont,.
Il a trois enfants : Laura Leão, Mariana Leão et Vitor Leão. Vitor, le plus jeune, poursuit son activité artistique en tant que guitariste, compositeur et chanteur, et est également connu sous le nom de Vitor Levenhagen,.

## Carrière

### Débuts au théâtre, à la télévision et au cinéma expérimental - années 1970

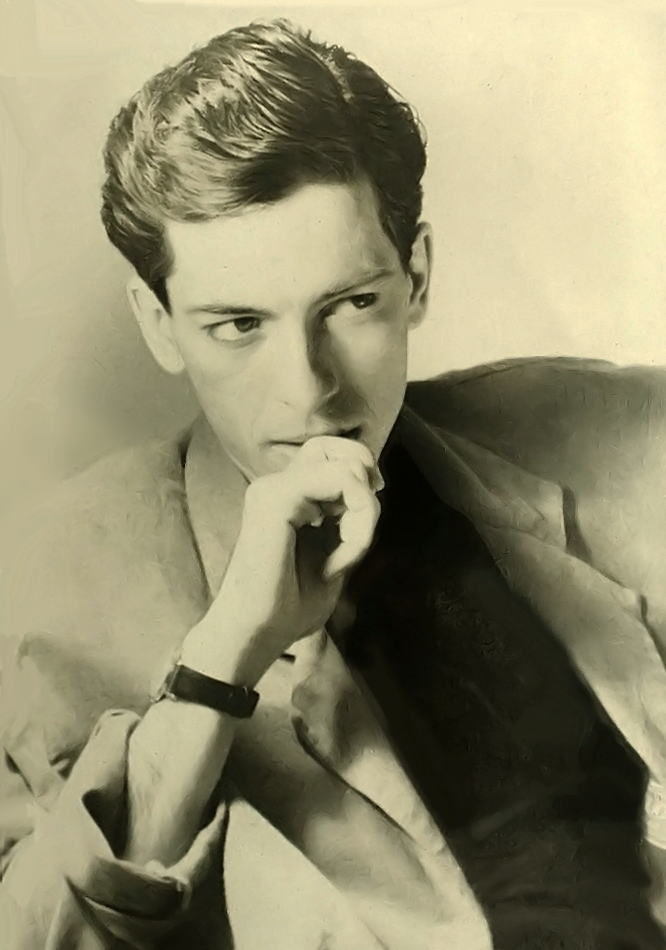
Paulo Leão en séance photo - 1987

Paulo Leão a fait ses débuts presque simultanément au théâtre et à la télévision, à l'âge de onze ans en jouant dans une pièce de théâtre amateur à Rio de Janeiro et à douze ans en faisant une petite apparition dans le programme humoristique pt:Azambuja & Cia  de Chico Anysio sur TV Globo. De quatorze à quinze ans, il suit un cours de théâtre et à seize ans il a son premier contact avec le cinéma, dans le court métrage Um Lugar de Paz (de J. Thiengo), qui lui vaut un Prix de Nouvel Acteur au le Festival du Court Métrage de Rio de Janeiro. À l'âge de dix-sept ans, il obtient la première place au test de sélection du cours de théâtre Jayme Barcellos (pt). Lors de l'examen final du cours, présentant un extrait de la pièce Um Grito Parado No Ar de Gianfrancesco Guarnieri (pt), Paulo a reçu les éloges de l'actrice Ruth de Souza, invitée d'honneur de l'événement. Grâce à sa bonne performance au cours de cette période, il a été invité à jouer dans la pièce Papai Noel Em Família, destinée aux enfants.
En raison du succès au début de sa carrière et de la série d'invitations à de nouveaux emplois d'acteur et de scénariste, il interrompt ses études à la Faculté d'économie pour se consacrer entièrement aux arts du spectacle.

### années 1980 - Création du Théâtre des Sens
En 1980, il joue dans l'opéra O Guarani, de Carlos Gomes, mis en scène par Sérgio Britto (pt), au Théatre Municipal de Rio de Janeiro. Cette production a bénéficié d'importantes adaptations réalisées par le réalisateur pour démontrer la situation des peuples indigènes dans leur condition d'attaque, d'expulsion et de défaite.
Durant cette période, Paulo Leão a réalisé des dizaines d'œuvres au théâtre, à la télévision et au cinéma, en tant qu'acteur, auteur, producteur et réalisateur. Certaines de ces œuvres, pour TV Globo, étaient : le feuilleton pt:Vereda Tropical (participation spéciale) ; feuilleton pt:Cambalacho (participation spéciale); série pt:Juba & Lula dans les épisodes O Projeto Nojento et O Gargalhofa no Parque.

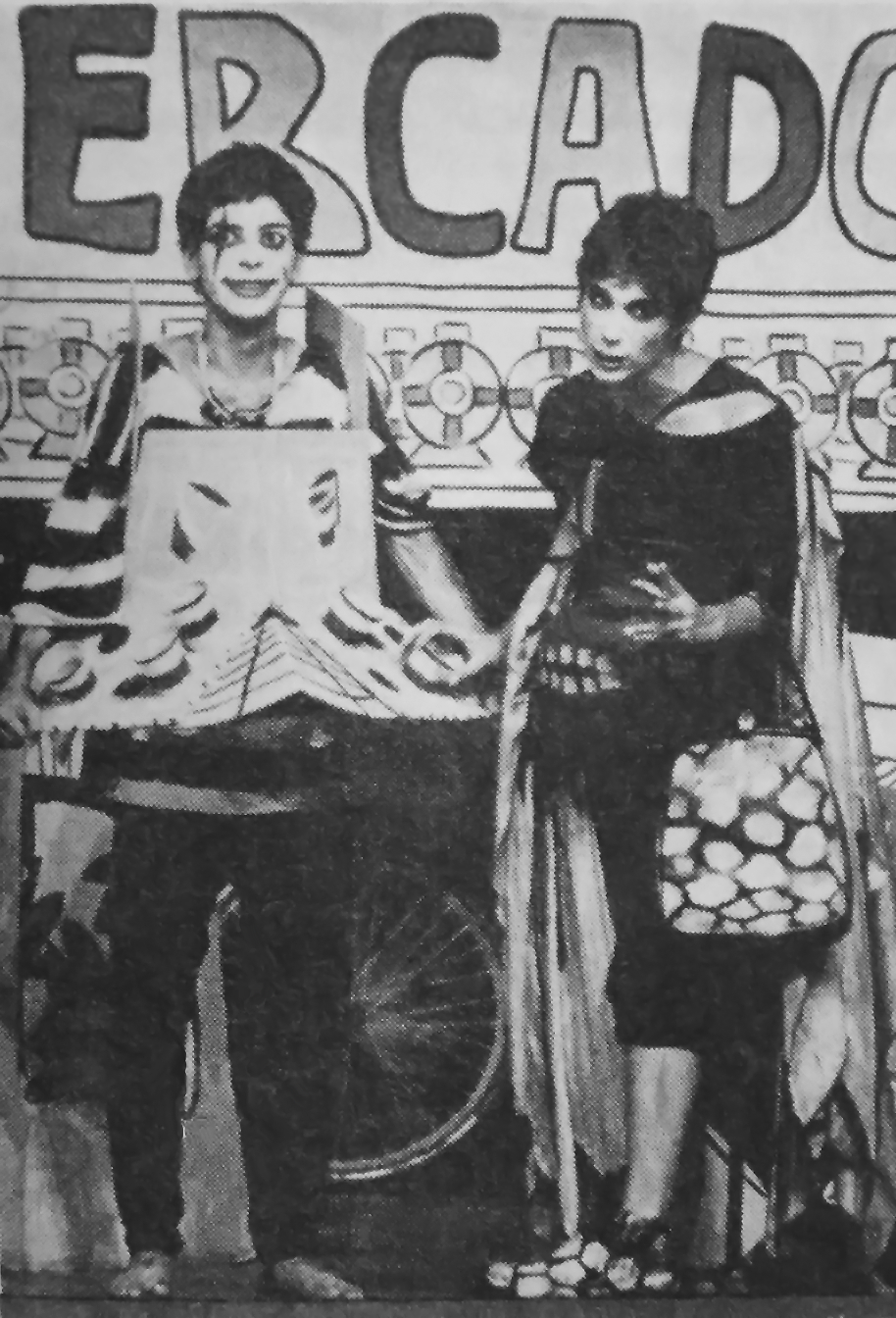
Paulo Leão et Andréa Beltrão, dans Sapomorfose - 1985

En 1983, il rejoint le projet Manhas de Cabaré, qui, entre 1983 et 1985, administré le Théâtre Glaucio Gill de Copacabana, se produisant dans les spectacles : A Travessia do Mar Amarelo, mis en scène par Antonio Grassi et Gilda Guilhon, avec des textes de Shakespeare, Artur Azevedo, Albert Camus et Thornton Wilder ; Céu Azul, réalisé par Gilda Guilhon et Buza Ferraz ; Sapomorfose, (Prix Inacen du meilleur spectacle de 1985), avec texte de Cora Rónai, mise en scène de Antonio Grassi, costumes et décors de Millôr Fernandes.
Le projet Manhas de Cabaré était la combinaison des groupes O Pessoal do Cabaré avec le groupe Manhas e Manias pour occuper le Teatro Glaucio Gill. Cette époque est importante pour le théâtre de Rio de Janeiro et marque, en quelque sorte, la fin de l'ère des groupes apparus dans les années 70, comme Asdrúbal Trouxe o Trombone dirigé par Hamilton Vaz Pereira, O Pessoal do Despertar dirigé par Paulo Reis, O Pessoal do Cabaré réalisé par Buza Ferraz (pt), Grupo Manhas e Manias réalisé par José Lavigne, etc.
En 1985, Paulo Leão a mis en scène Os Filhos de Vega, cette œuvre étant le précurseur du Teatro dos Sentidos (Théâtre des Sens) - une méthode qu'il a créée pour que le public perçoive le spectacle non seulement par la vue et l'ouïe, mais aussi par l'odorat, le toucher et le goût - au Théâtre Cândido Mendes, à Ipanema, Rio de Janeiro,.
L'année suivante, il revient au Teatro Glaucio Gill, cette fois dans Um, Dois, Três e Já! (Prix Mambembe 1986), adaptation du Petit Nicolas pour le théâtre, mise en scène Claudio Baltar.
Également en 1986, il a reçu une motion du conseil municipal pour les performances et les services pertinents rendus au théâtre de Rio de Janeiro.
En 1988, il écrit, produit Quando Caem os Relógios. Dans ce texte destiné aux enfants et aux adultes, Paulo Leão a développé un thème sur le Temps.
Au cours des années 1980, il se consacre aux arts visuels, participant à des expositions collectives à São Paulo, Belo Horizonte, Rio de Janeiro et Mexico.

### années 1990 - Retour au cinéma
Au début des années 90, il crée la Companhia de Teatro Errante - donnant de nombreuses représentations à Rio de Janeiro, avec sa pièce A Incrível História do Nobre Cavaleiro Errante e da Pobre Moça Caída, inspirée de la Commedia dell'arte, obtenant un grand succès avec le public.
En 1995, il forme le duo humoristique Jerry & Adriani, avec l'acteur Arildo Figueiredo. Les deux ont présenté le spectacle Jerry & Adriani, avec des textes du duo eux-mêmes, en dehors du circuit théâtral conventionnel, c'est-à-dire dans les salles de concert, les pubs et même au cinéma maison.
Au cours des années 90, il a joué le rôle d'affiche dans plusieurs publicités télévisées, par exemple pour le journal O Globo, la bière Kaiser, les magasins Mesbla, Rede Globo, Kibon et Renner,,,,,.

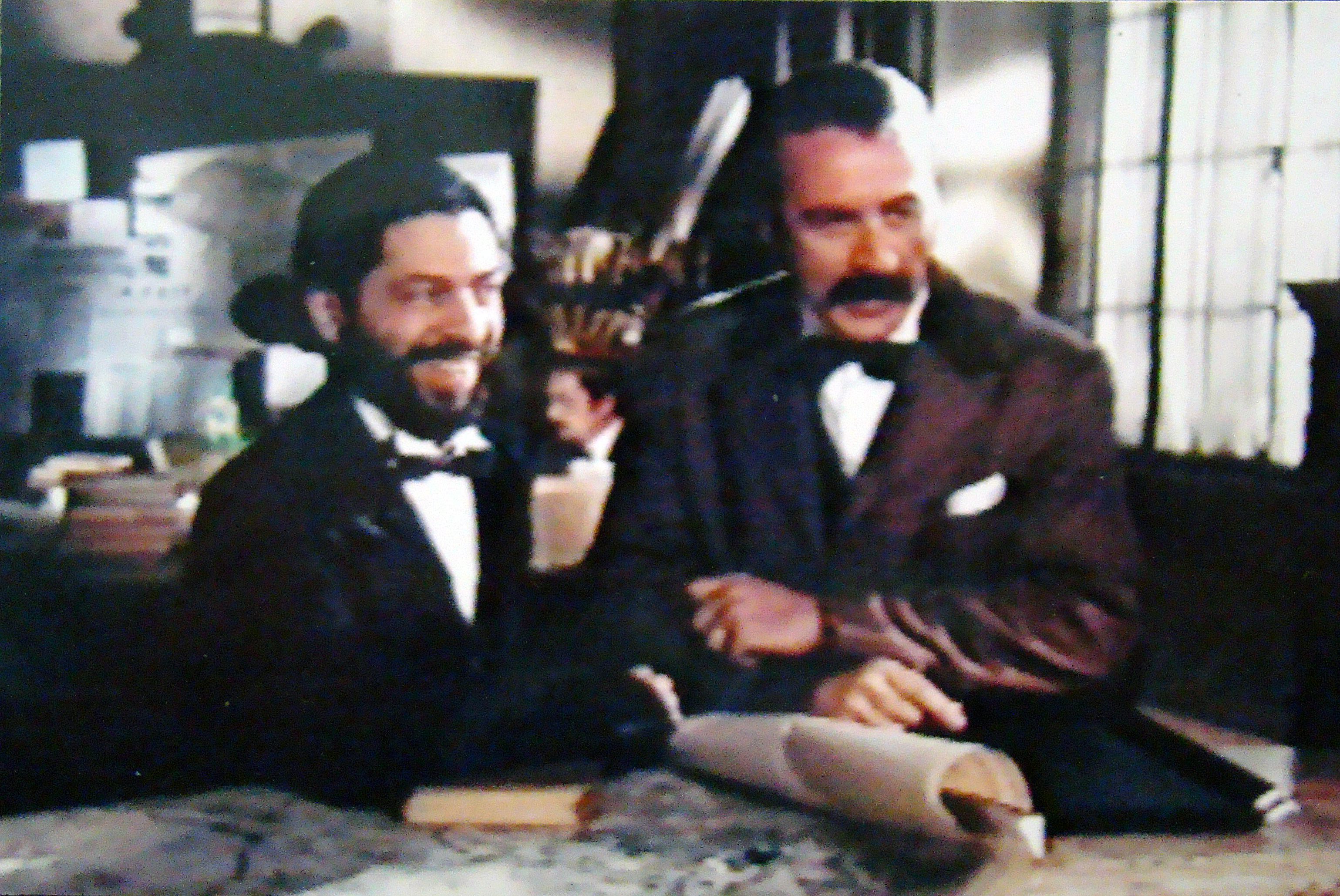
Paulo Leão avec Fábio Junqueira (et Paulo José en arrière-plan), dans le film Policarpo Quaresma, Herói do Brasil - 1996

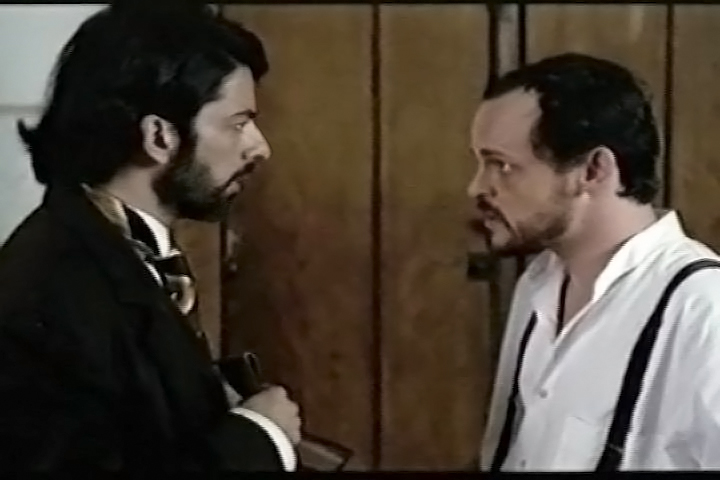
Paulo Leão et Matheus Nachtergaele sur scène, dans le film O Enfermeiro - 1998

A cette époque, il participe également en tant qu'acteur aux films suivants :
Long métrage pt:Policarpo Quaresma, Herói do Brasil, basé sur l'œuvre Triste Fim de Policarpo Quaresma de Lima Barreto – avec Paulo José (pt) et Fábio Junqueira – réalisé par Paulo Thiago. Le film a reçu des prix au Brésil, en Argentine et en Italie ;
Et le long métrage pt:O Enfermeiro, adapté de l'œuvre du même nom de Machado de Assis – aux côtés de Paulo Autran (pt) et Matheus Nachtergaele – réalisé par Mauro Farias. O Enfermeiro a été la première coproduction du projet  Contos no Cinema  de Canal Telecine,.
Suivant son parcours de théâtre itinérant, Paulo a présenté son spectacle A Incrível História do Nobre Cavaleiro Errante e da Pobre Moça Caída à Minas Gerais, entre 1998 et 1999.

### années 2000
En 2000, il écrit, met en scène et joue dans la pièce pour enfants Um Dia A Água Vai, également à Minas Gerais.
Lors d'une saison en Europe en 2001, il participe à la lecture de textes et donne un atelier pour acteurs portugais à l'École de Télévision et de Cinéma de Lisbonne, Portugal. Et à Séville, en Espagne, il a mené des recherches sur la musique flamenco.
De retour au Brésil, il joue dans la mini-série en:Um Só Coração en 2004, sur TV Globo, dans le rôle de Lasar Segall. La mini-série a montré une période importante de l'histoire du Brésil, notamment la Semaine de l'art moderne de 1922. D'une durée de trois mois, elle a été diffusée à la télévision brésilienne en l'honneur du 450e anniversaire de la ville de São Paulo.
En 2005, pour permettre la production et la diffusion de ses propres créations, Paulo crée la société de production cinématographique OlharFilmes/Samsara Film, avec laquelle il sortira plusieurs de ses futures œuvres. Le premier d’entre eux était le documentaire Por Que Você Veio Morar Aqui? au Salon CineBH2009 Brésil-France,. Le tournage a eu lieu dans plusieurs villes, entre 2006 et 2009, dans le but de montrer les raisons pour lesquelles les gens quittent leur ville natale pour s'installer ailleurs.
En élargissant l'espace aux villes, Paulo Leão met à l'ordre du jour, à travers la question qui donne le titre à ' Pourquoi es-tu venu vivre ici ? ' (' Por Que Você Veio Morar Aqui ? ') , une autre question d'une nature absolument intime... dont les réponses seront toujours insolites, comme ils sont personnels et incessibles. Longs métrages et médiums contemporains, Eduardo Valente - cinéaste et critique de cinéma, octobre 2009.

### années 2010 - Consécration en tant que Producteur et Réalisateur indépendant

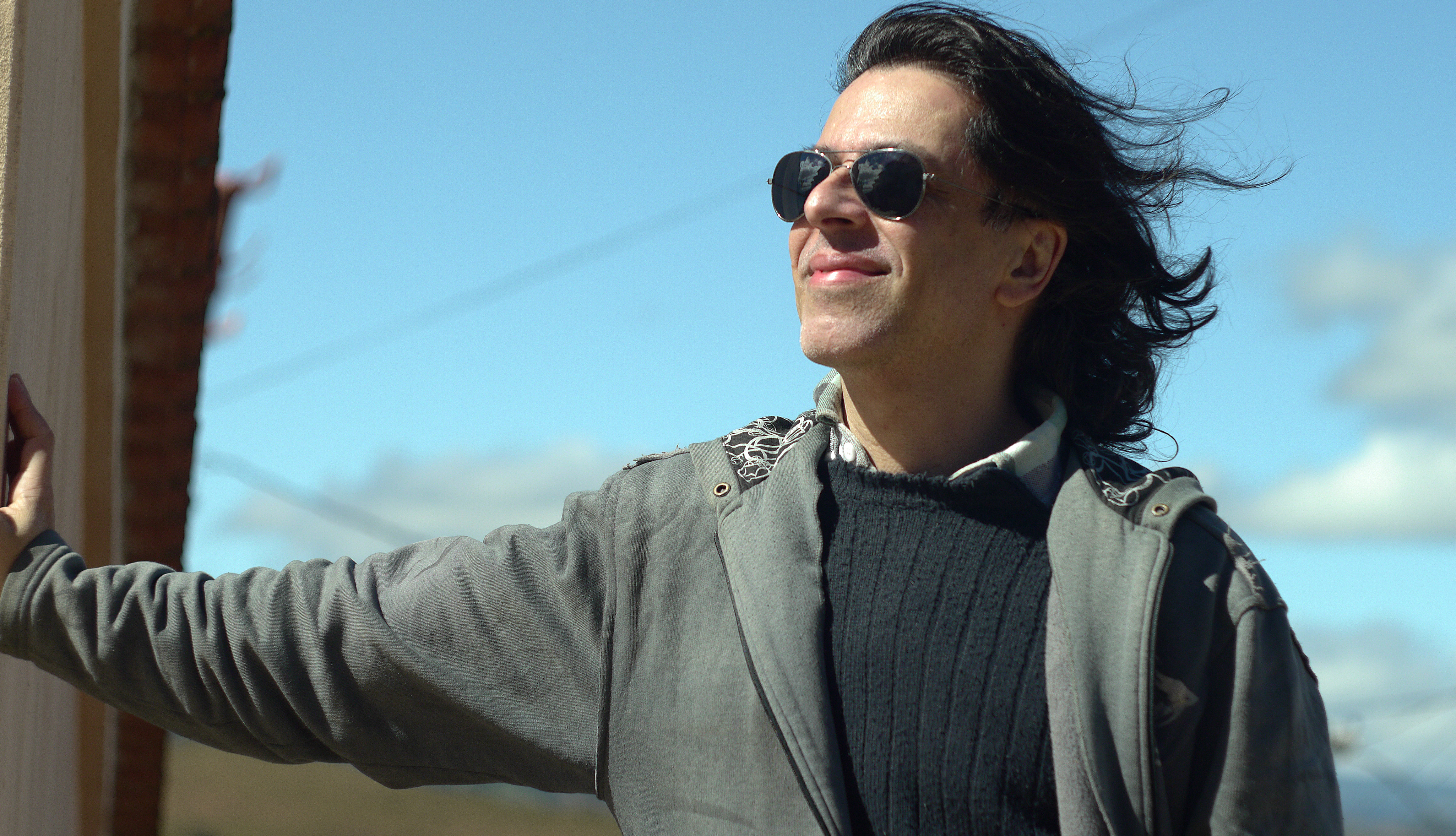
Paulo Leão dans l'interview au Festival Clipes & Bandas - 2016

Pendant une partie des années 2010, Paulo Leão a créé et réalisé des vidéoclips, après avoir été nommé pour des prix pendant trois années consécutives, au Festival Clipes & Bandas, avec des œuvres pour les artistes Arnaldo Antunes, Marina Lima et Jards Macalé. Dans la vidéo d'Arnaldo Antunes, Paulo a également été nommé pour le Prix de la Meilleure Vidéo de l'année,,.
Avec le film A Hora, il a été nommé en 2013 dans les catégories jury et vote populaire pour le prix Avon du meilleur film pour la campagne nationale Em Briga de Marido e Mulher se Mete a Colher, étant parmi les meilleurs votés par le public.
En 2015, il sort avec succès le court métrage I Miss You, explorant le thème de la nostalgie, avec une musique composée par Snow Flake. I Miss You a été présenté en première lors d'un festival de cinéma en Russie et a été primé au en:International Open Film Festival aux États-Unis.
 Je pense que le point clé de ma vidéo n'était pas de présenter une femme comme ' étrangère '. Si un chanteur dit ' tu es si étrange dans cette façon d'être... ', pourquoi l'étrange doit-il être une femme ? Tant de choses peuvent être étranges... Le fait que j'ai créé une 'atmosphère' avec les images du clip ouvre la possibilité au spectateur d'imaginer quelque chose d'étrange (et non une femme). Paulo Leão en compétition pour le prix du meilleur clip pour Jards Macalé au Festival Clipes & Bandas 2016.
En 2016, Paulo Leão a reçu le prix du meilleur réalisateur aux North American Film Awards - (NAFA 2016), pour Happy Birthday. Dans ce film, en plus de réaliser, Paulo a également joué le rôle de protagoniste de l'intrigue, dont le thème est la solitude. Happy Birthday a également reçu plusieurs nominations et a reçu d'autres prix cette même année et les années suivantes, étant inclus dans la sélection officielle de plus de cinquante festivals de films internationaux, ayant été présenté sur les cinq continents dans plus de vingt pays et entrant dans le circuit cinématographique dans certaines villes des États-Unis, distribué par Ozark Film,,.
Cette année également, il a participé en tant que juge au Meters International Film Festival 2016 - New York.

### années 2020 - Plus récompenses

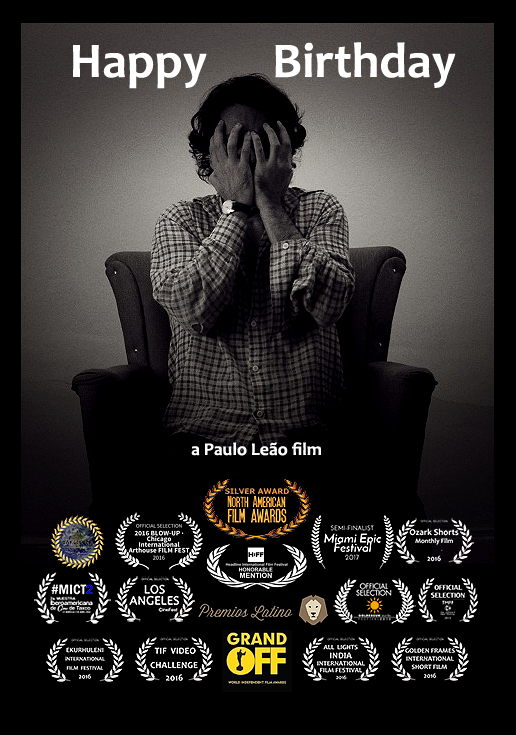
Happy Birthday, par Paulo Leão

Au début de cette période, Paulo termine le scénario et commence le travail de pré-production de son long métrage Hendrix !.
En 2021, pendant la pandémie de Covid-19, après avoir repéré un ovni dans le Minas Gerais, Paulo et son fils Vitor Leão ont commencé un partenariat pour créer une musique instrumentale inspirée par la possibilité de voyager dans l'espace. Cette idée donnerait naissance à l'album original Nas Estrelas. Entre 2021 et 2023, les deux ont composé et enregistré plus d’une quinzaine de chansons instrumentales et ont filmé trois vidéoclips pour ce projet,.
En 2023, après cinquante ans de carrière artistique, Paulo Leão a reçu un autre prix international, cette fois en Inde - le Grand Talent (CWIFF 2023), pour son film Happy Birthday, au Cinema Of The World Film Festival.
Cette année également, il a commencé à monter son documentaire sur le chanteur brésilien Serguei, avec le titre provisoire Serguei, le Rock'n Roll  C'est Moi. Tourné à Saquarema , au Templo do Rock, entre 2017 et 2018, ce documentaire contient la dernière interview accordée aux médias par le légendaire chanteur qui a personnellement connu Jimi Hendrix et Janis Joplin, lorsqu'il vivait aux États-Unis.
En 2024, il sort Good Night, son premier film d'horreur, entièrement réalisé en noir et blanc et sans lignes. Le film a été récompensé lors de sa première comme  Meilleur film d'horreur , au Black & White Film Festival de Toronto, Canada. Et la même année, toujours au Canada, Good Night a reçu le prix du  Meilleur des films sud-américains  au Festival SCI-FI/Fantasy de Toronto,.
la même année, Paulo a sorti son album musical Nas Estrelas à l'international sur les plateformes numériques par le distributeur Freshtunes, dans une version finale de douze chansons. L'album créé par Paulo et son fils Vitor s'inspire des voyages interstellaires, et son clip pour la chanson thème a reçu la  Mention honorable  au WideScreen Film & Music Video Festival, également au Canada.Lors de ce même festival, il reçoit un prix pour le film Happy Birthday dans les catégories film et bande-annonce.
Toujours en 2024, son film Happy Birthday a reçu le prix du  Meilleur film expérimental  au Black & White Film Festival - Los Angeles et Toronto.
En 2025, il a été nommé pour le 'Best Director' au People's Choice Award au Hollywood North International Film Festival, pour son travail en tant que réalisateur sur le film Good Night.
Son film Happy Birthday a également été récompensé au Festival for Trailers Monthly, à Los Angeles, en Californie, dans la catégorie Best Cinematography.
En 2025, il a remporté une triple Sélection Officielle aux Lift-Off Filmmaker Sessions aux Pinewood Studios, en Angleterre, avec ses films : Good Night, Happy Birthday et J'Adore Travailler.
Par l'intermédiaire du distributeur mexicain Indiefy Music, il a sorti son nouveau chanson Topazio Blues sur les plateformes numériques,.
Cette année-là, il a également remporté le prix du Best Micro Short pour le film J'Adore Travailler au Los Angeles Comedy Film & Screenplay Festival (USA).

## Filmographie

### Acteur

#### Cinéma
Longs métrages
- 1996 : pt:Policarpo Quaresma, Herói do Brasil de Paulo Thiago : Employé
- 1998 : pt:O Enfermeiro de Mauro Farias : Notaire

Courts métrages
- 1978 : Um Lugar de Paz de G. Thiengo : Celer[77]
- 1980 : Utopia Atemporal de G. Thiengo et Paulo Leão : Boy[15]
- 2015 : Happy Birthday de Paulo Leão : L'Homme
- 2023 : Good Night de Paulo Leão : L'Assassiné et le Monstre
- 2024 : J'Adore Travailler de Paulo Leão : Mike[78]

#### Séries télévisées
- 1974 : pt:Azambuja & Cia : Garçon de Football (1 épisode)
- 1984 : pt:Vereda Tropical : Responsable du Changement
- 1986 : pt:Cambalacho : Plombier Maladroit
- 1989 : pt:Juba & Lula : Journaliste et Scientifique (2 épisodes)
- 2004 : en:Um Só Coração : Lasar Segall

#### Clips
- 2021 : Nas Estrelas (In The Stars) : Agent spatial
- 2022 : Trying To : Lui mémme[79]
- 2023 : A Era Azul (The Blue Age) : Lui mémme[80]

#### Publicité
- 1994 : Casamento (Mariage) - bières Kaiser - de Barry Kinsman : Marié
- 1995 : Os Maias (Les Mayas) - journal O Globo - de José Alvarenga Junior : Interviewé
- 1995 : Primavera (Printemps) - magasin Renner - de Christiano Metri : Scientifique
- 1995 : Pescador (Pêcheur) - journal O Globo - de Cláudio Torres : Pêcheur
- 1996 : Ação da Cidadania Contra a Fome (Action citoyenne contre la faim) - de Luiz Fernando Carvalho : Lui mémme
- 1997 : Hunters (Chasseurs) - bières Kaiser - de Edouard Nammour : Chasseur
- 1997 : Campeonato Brasileiro de Futebol (Championnat brésilien de football) - de Murilo Salles : Fan de foot
- 1997 : Rap da Kibon (Kibon Rap) - glaces Kibon - de Christiano Metri : Homme de glace

#### Théâtre
- 1980 : Il Guarany (O Guarani) : Indigène[19]
- 1984 : A Midsummer Night's Dream, de William Shakespeare: Peter Quince[22]
- 1985 : Sapomorfose : Conseiller et Vampire[26]
- 1986 : Le Petit Nicolas (Um, Dois, Três e Já!) : Nicolas (Jonas)[29]

### Réalisateur

#### Cinéma
- 2009 : Por Que Você Veio Morar Aqui?
- 2013 : Lights in The City (Luzes na Cidade)[81]
- 2013 : A Hora
- 2014 : People & Objects (Pessoas & Objetos)[82]
- 2015 : I Miss You
- 2015 : Vuco-Vuco[83]
- 2016 : Happy Birthday
- 2018 : Hendrix! - teaser[84]
- 2019 : Como Deus É?[85]
- 2023 : Good Night
- 2024 : J'Adore Travailler[78]

#### Clips
- 2014 : Muito Muito Pouco de Arnaldo Antunes[51]
- 2016 : Extranha de Jards Macalé[53]
- 2017 : Paris Dakar de Marina Lima[52]
- 2021 : Nas Estrelas (In The Stars) de Paulo Leão et Vitor Leão
- 2022 : Trying To de Paulo Leão et Vitor Leão[79]
- 2023 : The Blue Age de Paulo Leão et Vitor Leão[80]
- 2024 : I Fall in Love Too Easily de Jule Styne et Sammy Cahn avec Vitor Leão[86]

#### Théâtre
- 1983 : A Mui Lamentável Comédia e Mui Incrível Travessia do Mar Amarelo - directeur assistant[22]
- 1985 : Os Filhos de Vega[28]
- 1993 : A Incrível História do Nobre Cavaleiro Errante e da Pobre Moça Caída[34]

## Discographie

### Singles
- 2021 : Nas Estrelas (In The Stars)[87]
- 2022 : Trying To[88]
- 2022 : Blues do Entardecer[89]
- 2022 : A Era Azul[90]
- 2022 : Anos-Luz[91]
- 2023 : Aldebaran[92]
- 2023 : Sun[93]
- 2023 : Sirius[94]
- 2023 : ORCS[95]
- 2023 : Planetarium[96]
- 2023 : Nebulosa[97]
- 2023 : Superfície de Metal Líquido a 5.000 Graus[98]
- 2023 : OVNI[99]
- 2025 : Topazio Blues[74],[75]

### Albums
- 2024 : Nas Estrelas (In The Stars)[100]

## Distinctions

### Récompenses
| Année | Cérémonie ou récompense                                | Prix                                 | Travail                                                      | Modalité   | Réf     |
| ----- | ------------------------------------------------------ | ------------------------------------ | ------------------------------------------------------------ | ---------- | ------- |
| 1978  | Festival de Curtas do Rio de Janeiro                   | Nouvel Acteur                        | Um Lugar de Paz                                              | Individuel | [ 15 ]  |
| 1985  | Inacen - Instituto Nacional de Artes Cênicas do Brasil | Meilleur Spectacle de Théâtre        | Sapomorfose                                                  | Collectif  | [ 27 ]  |
| 1986  | Prêmio Mambembe Rio de Janeiro                         | Meilleur Texte de Théâtre            | Um, Dois, Três e Já                                          | Collectif  | [ 30 ]  |
| 1986  | Moção Câmara dos Vereadores Rio de Janeiro             | Personnalité                         | Pertinence des services fournis au Théâtre de Rio de Janeiro | Individuel | [ 19 ]  |
| 1996  | Estação Botafogo do Cinema Brasileiro                  | Meilleur Film                        | pt:Policarpo Quaresma, Herói do Brasil                       | Collectif  | [ 101 ] |
| 1998  | 5º Festival de Cinema e Vídeo, Cuiabá MT               | Meilleur Film du Jury Populaire      | pt:Policarpo Quaresma, Herói do Brasil                       | Collectif  | [ 101 ] |
| 2016  | IOFF International Open Film Festival USA              | Achievement Award                    | I Miss You                                                   | Individuel | [ 55 ]  |
| 2016  | HeadLine International Film Festival Canada            | Meilleur Film                        | Happy Birthday                                               | Individuel | [ 102 ] |
| 2016  | North American Film Awards USA                         | Meilleur Réalisateur                 | Happy Birthday                                               | Individuel | [ 57 ]  |
| 2023  | Cinema Of The World International Film Festival        | Great Talent Award                   | Happy Birthday                                               | Individuel | [ 63 ]  |
| 2024  | Black & White Film Festival - Canada                   | Meilleur Film d'Horreur              | Good Night                                                   | Individuel | [ 65 ]  |
| 2024  | Toronto SCI-FI/Fantasy Festival - April 2024           | Le Meilleur des Films Sud-Américains | Good Night                                                   | Individuel | ,       |
| 2024  | WideScreen Film & Music Video Festival - Canada        | Mention Honorable                    | Nas Estrelas                                                 | Individuel | [ 69 ]  |
| 2024  | WideScreen Film & Music Video Festival - Canada        | Mention Honorable                    | Happy Birthday (bande-annonce)                               | Individuel | [ 104 ] |
| 2024  | WideScreen Film & Music Video Festival - Canada        | Mention Honorable                    | Happy Birthday                                               | Individuel | [ 105 ] |
| 2024  | Black & White Film Festival - Canada                   | Best Experimental Film               | Happy Birthday                                               | Individuel | [ 70 ]  |
| 2025  | Festival for Trailers Monthly - USA                    | Best Cinematography                  | Happy Birthday                                               | Individuel | [ 72 ]  |
| 2025  | Los Angeles Comedy Film & Screeplay Festival - USA     | Best Micro-Short                     | J'Adore Travailler                                           | Individuel | [ 76 ]  |

### Nominations
| Année | Cérémonie ou récompense                                           | Prix                                   | Travail                                | Modalité   | Réf     |
| ----- | ----------------------------------------------------------------- | -------------------------------------- | -------------------------------------- | ---------- | ------- |
| 1997  | 13º Festival Internacional de Cinema de Mar del Plata - Argentina | Meilleur Film International            | pt:Policarpo Quaresma, Herói do Brasil | Collectif  | [ 106 ] |
| 2009  | Mostra Cine BH Brasil e França                                    | Meilleur Film du Jury Populaire        | Por Que Você Veio Morar Aqui?          | Individuel |         |
| 2013  | Avon - Em Briga de Marido e Muler Se Mete a Colher                | Prix du Jury du Meilleur Film          | A Hora                                 | Individuel | [ 54 ]  |
| 2013  | Avon - Em Briga de Marido e Muler Se Mete a Colher                | Prix du Public du Meilleur Film        | A Hora                                 | Individuel | [ 54 ]  |
| 2014  | Festival Clipes e Bandas                                          | Meilleur Clip pour Arnaldo Antunes     | Muito Muito Pouco                      | Individuel | [ 51 ]  |
| 2014  | Festival Clipes e Bandas                                          | Meilleur Clip de l'Année               | Muito Muito Pouco                      | Individuel | [ 51 ]  |
| 2015  | Festival Clipes e Bandas                                          | Meilleur Clip pour Jards Macalé        | Extranha                               | Individuel | [ 53 ]  |
| 2016  | Festival Clipes e Bandas                                          | Meilleur Clip pour Marina Lima         | Paris Dakar                            | Individuel | [ 52 ]  |
| 2016  | IndustryBOOST Competition USA                                     | Meilleur Film                          | I Miss You                             | Individuel | [ 15 ]  |
| 2016  | Grand Indie Wise Convention USA                                   | Meilleur Film                          | Happy Birthday                         | Individuel | [ 15 ]  |
| 2017  | United King Screen One International Film Festival Scotland       | Meilleure Bande-Annonce Internationale | Happy Birthday                         | Individuel | [ 15 ]  |
| 2017  | Miami Epic Trailer Festival USA                                   | Meilleure Bande-Annonce Internationale | Happy Birthday                         | Individuel | [ 15 ]  |
| 2018  | San Mauro Film Festival Turin, Italy                              | Meilleur Film                          | Happy Birthday                         | Individuel | [ 15 ]  |
| 2025  | Hollywood North International Film Festival                       | Meilleur Réalisateur                   | Good Night                             | Individuel | [ 71 ]  |